# Ali Msarri
Ali Msarri (en árabe: علي مسري راشد عبد الله الظاهري‎; Al Ain, Emiratos Árabes Unidos, 9 de octubre de 1981) es un exfutbolista de los Emiratos Árabes Unidos que jugaba en la posición de defensa.

## Carrera

### Club
| Periodo   | Club                  |
| --------- | --------------------- |
| 1998-2009 | Al-Ain FC             |
| 2009      | → Al-Wasl FC (cedido) |
| 2009–2012 | Baniyas SC            |
| 2012–2013 | Al-Dhafra             |
| 2013–2015 | Dubai Club            |

### Selección nacional
Jugó para Emiratos Árabes Unidos en 41 ocasiones de 2001 a 2007 y anotó un gol; participó en la copa Asiática 2007.

## Logros
- UAE Pro League (4): 1999–00, 2001–02, 2002–03, 2003–04
- Copa Presidente de Emiratos Árabes Unidos (4): 1998–99, 2000–01, 2004–05, 2005–06
- Supercopa de los Emiratos Árabes Unidos (1): 2003
- Copa Federación de los Emiratos Árabes Unidos (2): 2004-05, 2005-06
- Liga de Campeones de la AFC (1): 2003
- Copa de Clubes Campeones del Golfo (1): 2001